# Олівер Твіст (фільм 1916 року)
«Олівер Твіст» — втрачена драма німого кіно 1916 року, знята Джессі Ласкі та розповсюджена Paramount Pictures. Його режисером став Джеймс Янг. Він заснований на відомому романі Чарльза Діккенса «Олівер Твіст» 1838 року та бродвейській сценічній версії роману 1912 року.
Марі Доро зіграла Олівера на Бродвеї в 1912 році, отримавши велике визнання, і була запрошена Ласкі, щоб повторити свою роль у цьому фільмі. Насправді головною причиною створення цього фільму було показати Доро, а не Діккенса. У виставі ролі Ненсі, Фейгіна та Білла Сайкса виконали відповідно Констанс Коллієр, Нат С. Гудвін та Лін Хардінг. Елсі Джейн Вілсон, яка зіграла допоміжну роль у виставі, є Ненсі у фільмі. Вілсон і Доро є єдиними гравцями п'єси, які з'явилися в цьому фільмі.
До цього фільму було знято чотири кіноверсії: у 1907, 1909 роках і дві у 1912 році, у рік театрального успіху Доро. У пізній німій версії 1922 року знялися Лон Чейні та Джекі Куган